# Michaił Tariejew
Michaił Michajłowicz Tariejew (ros. Михаи́л Миха́йлович Таре́ев, ur. 1867 w guberni riazańskiej, zm. 1934 w Moskwie) – rosyjski teolog prawosławny, wykładowca Seminarium duchownego w Rydze oraz profesor teologii moralnej w Moskiewskiej Akademii Duchownej. Wysuwał postulat restauracji „filozofii serca”. Syn Jewgienij Tariejew był znakomitym lekarzem.